# Vicelow
Vicelow, de son vrai nom Cédric Bélise, né le 26 septembre 1978 à Bondy en Seine-Saint-Denis, est un rappeur, chanteur et danseur français d’origine franco-béninoise. Il est ancien membre du groupe OFX et Saïan Supa Crew.

## Biographie
Cédric Bélise est originaire de la ville de Bondy, né d'un père béninois et d'une mère guadeloupéenne, en Seine-Saint-Denis. 
Il commence dans le rap au milieu des années 1990 dans le groupe Les complices du vice d'où son pseudonyme de Vicelow. En 1997, il fait la rencontre d'un groupe originaire de Noisy-Le-Sec, OFX, composé de Feniksi et KLR. Il demande à rejoindre leur formation. Au même moment, OFX rencontre un autre groupe de Bagneux, Explicit Samouraï, et les deux formations fusionnent dans le collectif Saïan Supa Crew qui connaît un grand succès en Europe pendant une dizaine d'années. Lorsque le Saïan marque une pause en 2004, il reforme OFX avec Féniksi - rebaptisé  entretemps Féfé - et ils sortent l'album Roots (KLR étant décédé en 1998). Le Saïan Supa Crew reprend du service en 2005 avant de se dissoudre en 2007, et Vicelow continue sa carrière en solo. En 2008, il publie son premier projet solo, un EP intitulée Blue Tape. En 2011, il publie le single Welcome to the BT2 qui annonce l'EP Blue Tape 2.0.
Son deuxième album, BT2.0, est publié le 9 avril 2012 en téléchargement légal. « Ce choix s’est fait naturellement parce qu’à la base ce projet je l’ai fait en indépendant et puis dès le départ je m’étais dit que j’allais pas spécialement sortir ce projet en CD, en format physique », explique-t-il. Son troisième album, et premier album studio, BT2 Collector, est par la suite annoncée pour le 5 novembre 2012,,. Avant la sortie de l'album, il publie les clip des chansons Casse les côtes et Hip-hop Ninja Remix. BT2 Collector fait participer des rappeurs tels que Akhenaton, Zoxea, Busta Flex, Sir Samuel, Radikal MC, Nemir et Deen Burbigo.
En 2016, il est de retour avec Sir Samuel dans le single TbTc, dont le clip est sorti le 6 juillet 2016. En 2018, il sort en nouvel EP intitulé Mid qui contient le morceau Saïtama.
En 2018, il devient coach scénique et supervise les concerts de différents rappeurs.
En 2024, il retrouve les anciens membres du Saïan Supa Crew, Sir Samuel, Sly Johnson et Specta pour réaliser le projet Saïan Supa Celebration basé sur les morceaux du Saïan et quelques inédits.

## Discographie

### Albums studios
- 1999 : KLR (avec le Saïan Supa Crew)

- 2001 : X Raisons (avec le Saïan Supa Crew)
- 2004 : Roots (avec OFX)
- 2005 : Hold Up (avec le Saïan Supa Crew)
- 2012 : BT2 Collector

### Album live
- 2006 : Hold Up Tour - Live in Paris (avec le Saïan Supa Crew)

### Mixtapes
- 1998 : Saïan Supa Land (avec le Saïan Supa Crew)
- 1999 : Saïan Supa Crew (avec le Saïan Supa Crew)
- 2000 : L'Block présente (avec le Saïan Supa Crew)
- 2003 : Da Stand Out (avec le Saïan Supa Crew)
- 2008 : Blue Tape
- 2012 : BT2.0